# Pseudohadena erubescens
Pseudohadena erubescens är en fjärilsart som beskrevs av Otto Staudinger 1901. Pseudohadena erubescens ingår i släktet Pseudohadena och familjen nattflyn. Inga underarter finns listade.